# Petter Villegas
Pour les articles homonymes, voir Villegas.
Petter Enrique Villegas España (né le 15 novembre 1975 à Esmeraldas, Équateur) est un ailier de football.